# Something’s Going On
Something’s Going On – czwarty solowy album Anni-Frid Lyngstad (Fridy) wokalistki zespołu ABBA, sprzedany na całym świecie w liczbie 1 500 000 egzemplarzy. Była to pierwsza angielskojęzyczna płyta Fridy.

## Lista piosenek
1. „Tell Me It’s Over”" (Bishop) – 2:52
2. „I See Red” (Rafferty) – 4:33
3. „I Got Something” (Ledin) – 4:04
4. „Strangers” (Bradbury, Morris) – 4:06
5. „To Turn The Stone” (Belotte, Moroder) – 5:26
6. „I Know There’s Something Going On” (Russ Ballard) – 5:29
7. „Threnody” (Gessle, Parker) – 4:17
8. „Baby Don’t You Cry No More” (Argent) – 3:02
9. „The Way You Do” (Ferry) – 3:38
10. „You Know What I Mean” (Collins) – 2:37
11. „Here We’ll Stay (duet with Phil Collins)” (Colton, Roussel) – 4:10
12. „I Know There’s Something Going On (Single Edit)” (Ballard) – 4:07*
13. „Here We’ll Stay (Solo Version)” (Colton, Roussel) – 4:11*

* piosenka obecna jedynie na wersji z 2005